# Toteissee

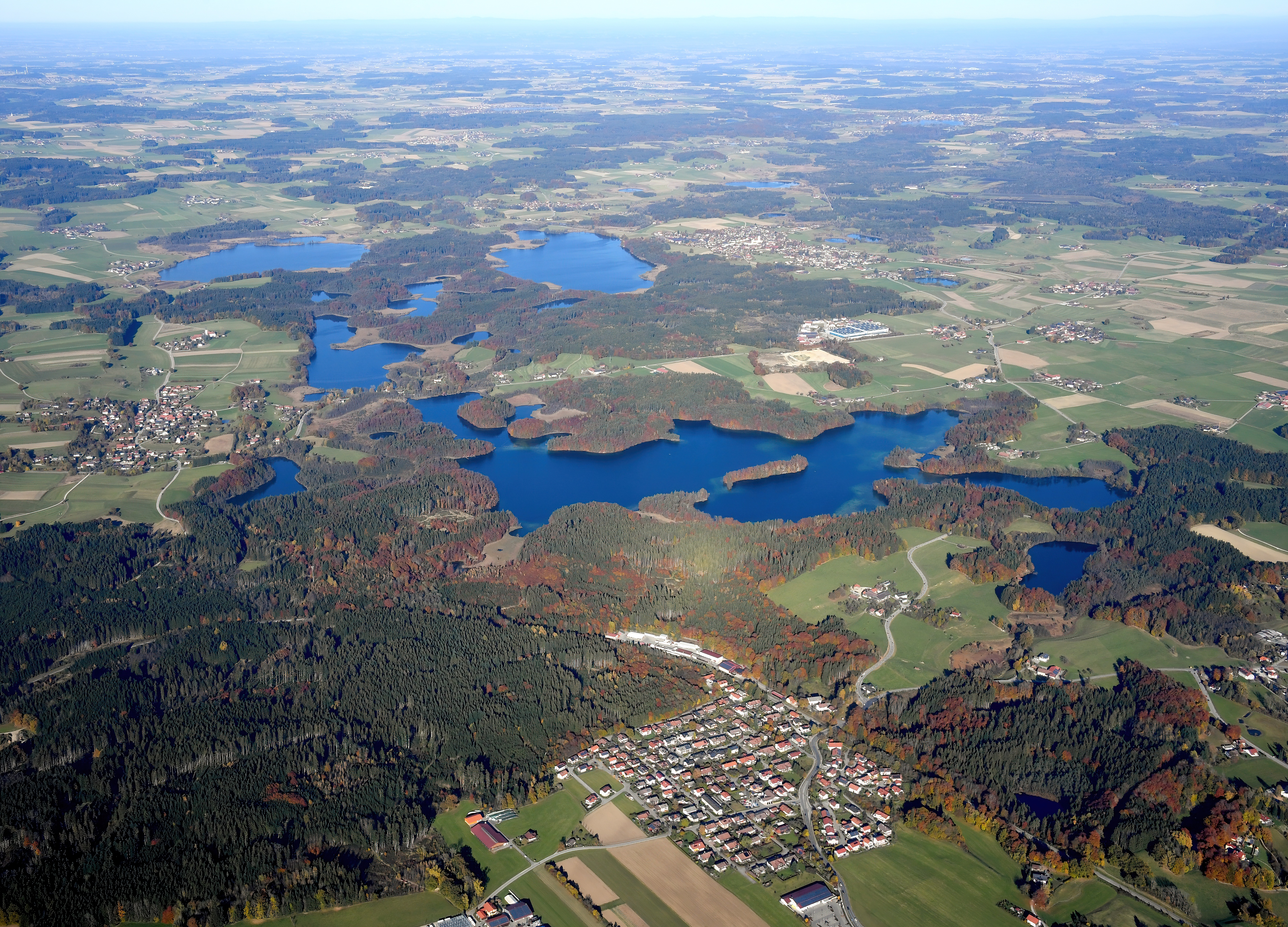
Die Eggstätter Seen sind Toteisseen

Ein Toteissee (Toteis-See) ist ein See, der in vormals vergletscherten Gebieten beim Rückzug des Gletschers entsteht. Das Becken des Sees wird dabei von Eisblöcken gebildet, die von der Hauptzunge des Gletschers zuvor abgetrennt wurden und später langsam abschmelzen.

## Genese

Entstehung eines Toteissees

Ein Toteissee entsteht beim Zurückweichen eines Gletschers. Trennt sich von diesem ein Eisblock ab, spricht man von einem Toteisblock. Strömt nun vom Gletscher weiteres Schmelzwasser ab, kann dieses Sand und Kies um den Eisblock anlagern. Dadurch wird das Eis unter dem Sedimentmaterial isoliert und schmilzt somit langsamer. Nach dem vollständigen Abschmelzen des Eises entsteht ein Hohlraum, der nach einem Zusammensturz des Sedimentmaterials darüber als Toteisloch oder -kessel bezeichnet wird. Fließt nun Grundwasser in den Kessel, entsteht ein Toteissee. Toteisseen sind meist zu- und abflusslos. Es gibt jedoch auch Seen mit einer oberirdischen Entwässerung.

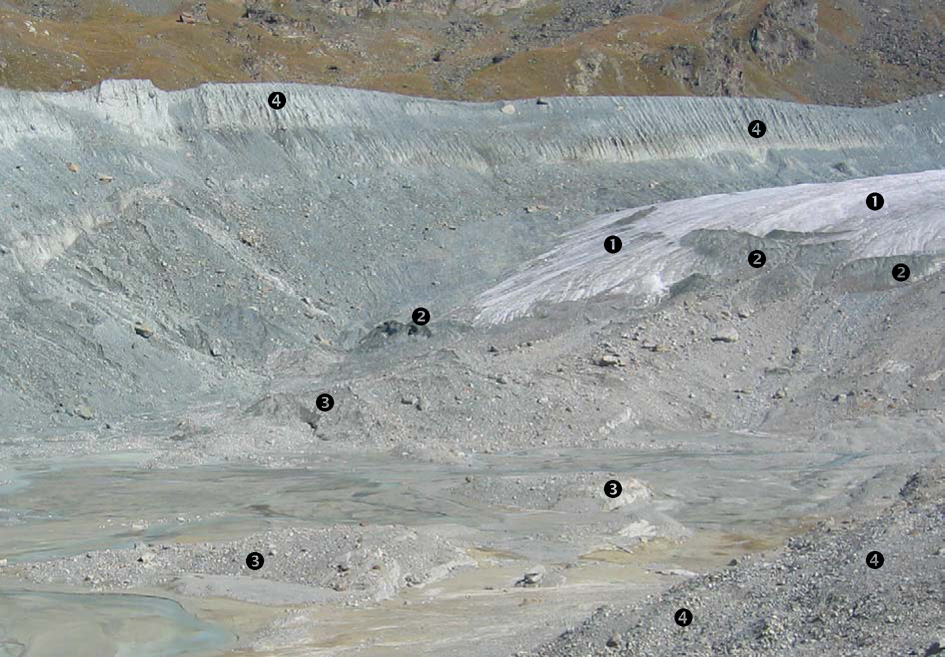
Beispiel: Blick von der 1850er Moräne (Kleine Eiszeit) auf den Findelengletscher bei Zermatt, 1 = Gletscher, 2 = Sedimentpyramiden, 3 = Bereiche mit Toteis im Untergrund (hieraus können sich Toteislöcher bzw. Toteisseen entwickeln), 4 = Moräne um 1850

Die Form und Größe von Toteisseen ist von den Ausmaßen des vorher existierenden Toteisblocks abhängig und sehr variabel. Kleine Toteisseen besitzen nur eine Größe von einigen tausend bis zehntausend Quadratmetern, während große Toteisseen mehrere Quadratkilometer groß sind. Füllte das Toteis eine glaziale Rinne, so sind auch die daraus entstandenen Seen meist schmal und lang gestreckt. Bei Toteisseen in Zungenbecken finden sich oft runde Formen, es gibt aber auch Seen mit eher unregelmäßiger Form.
Die Tiefen der Toteisseen sind ebenfalls sehr unterschiedlich und schwanken zwischen 0 und mehreren dutzend Metern. So ist zum Beispiel der tiefste See Brandenburgs, der 60 m tiefe Stechlinsee, ein Toteissee. Außerdem ist die Tiefe abhängig von der fortschreitenden Verfüllung des Seebeckens mit Ablagerungen, zum Beispiel Mudde. Zum Teil sind Toteisseen, vor allem die kleineren und flacheren, vollständig verlandet.

## Vorkommen

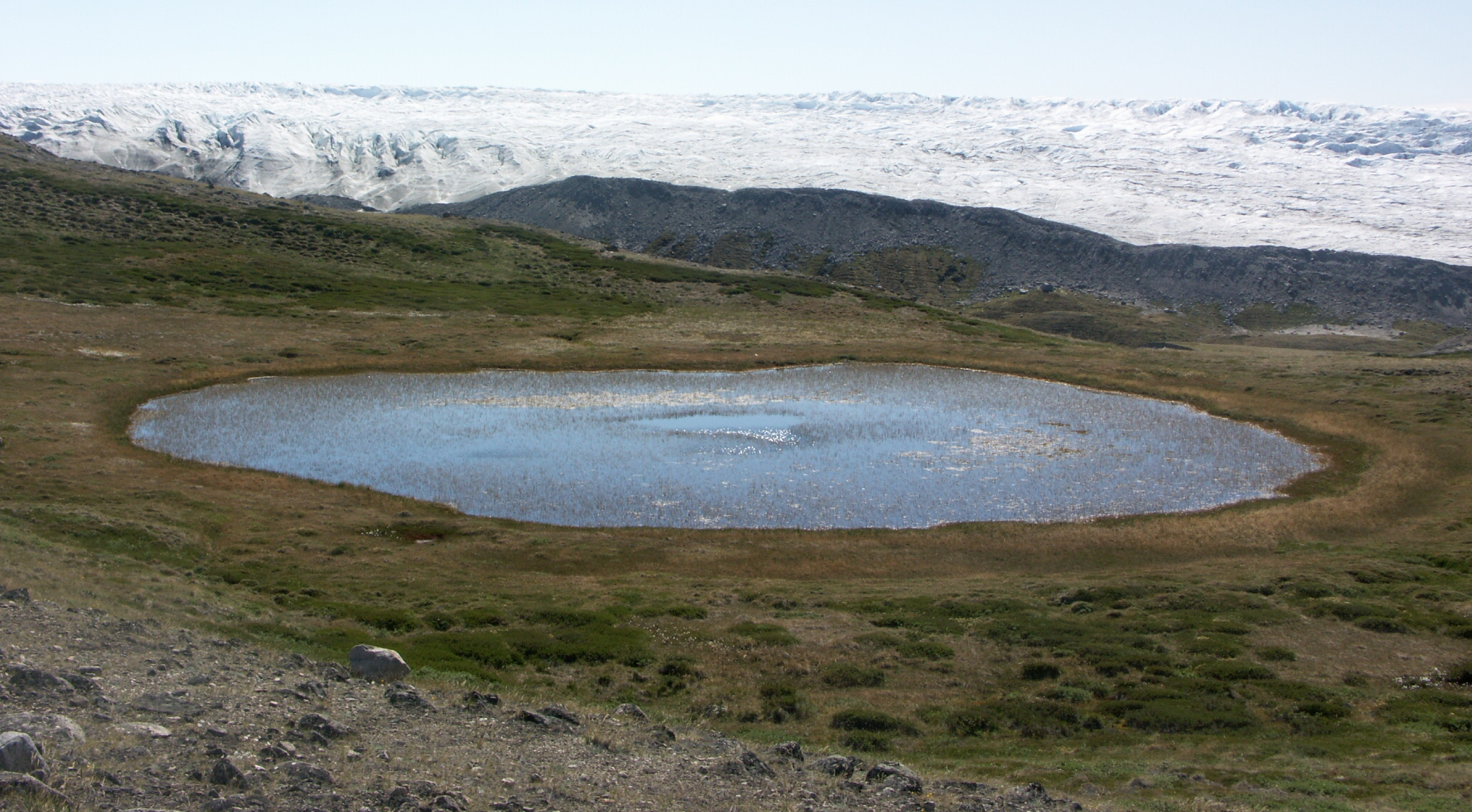
Toteissee in Isunngua, Grönland

Toteisseen sind eine weit verbreitete Erscheinung jung vergletscherter Gebiete (Jungmoränenlandschaft). Sie treten dort auf, wo gute Entstehungsbedingungen für die Verschüttung von Toteis gegeben waren. So findet man sie gehäuft in Endmoränengebieten, auf Sandern (Schotterebenen) und in Urstromtälern.
Toteisseen aus der älteren Riß-Eiszeit respektive Saale-Eiszeit sind heute fast ausnahmslos verlandet. Man kann aber anhand ihrer bis heute erhaltenen See-Ablagerungen feststellen, dass auch sie einst zahlreich vorhanden waren.

## Liste von Toteisseen
| Deutschland        | Deutschland        |
| ------------------ | ------------------ |
| Name               | Bundesland         |
| Eggstätter Seen    | Bayern             |
| Kastenseeoner See  | Bayern             |
| Oberwaldbacher See | Bayern             |
| Osterseen          | Bayern             |
| Schluisee          | Bayern             |
| Seeoner Seen       | Bayern             |
| Steinsee           | Bayern             |
| Tüttensee          | Bayern             |
| Müggelsee          | Berlin             |
| Weißer See         | Berlin             |
| Teupitzer See      | Brandenburg        |
| Schluensee         | Schleswig-Holstein |

| Österreich – Schweiz – USA | Österreich – Schweiz – USA |
| -------------------------- | -------------------------- |
| Meerauge Bodental          | Kärnten                    |
| Zmulner See                | Kärnten                    |
| Morgetshofsee              | Kanton Schaffhausen        |
| Barchetsee                 | Kanton Thurgau             |
| Wilersee                   | Kanton Zug                 |
| Lützelsee                  | Kanton Zürich              |
| Mettmenhaslisee            | Kanton Zürich              |
| Husemersee                 | Kanton Zürich              |
| Jamaica Pond               | Massachusetts              |
| Walden Pond                | Massachusetts              |
| Lake Success (See)         | New York State             |
| Elkhart Lake (See)         | Wisconsin                  |

## Galerie

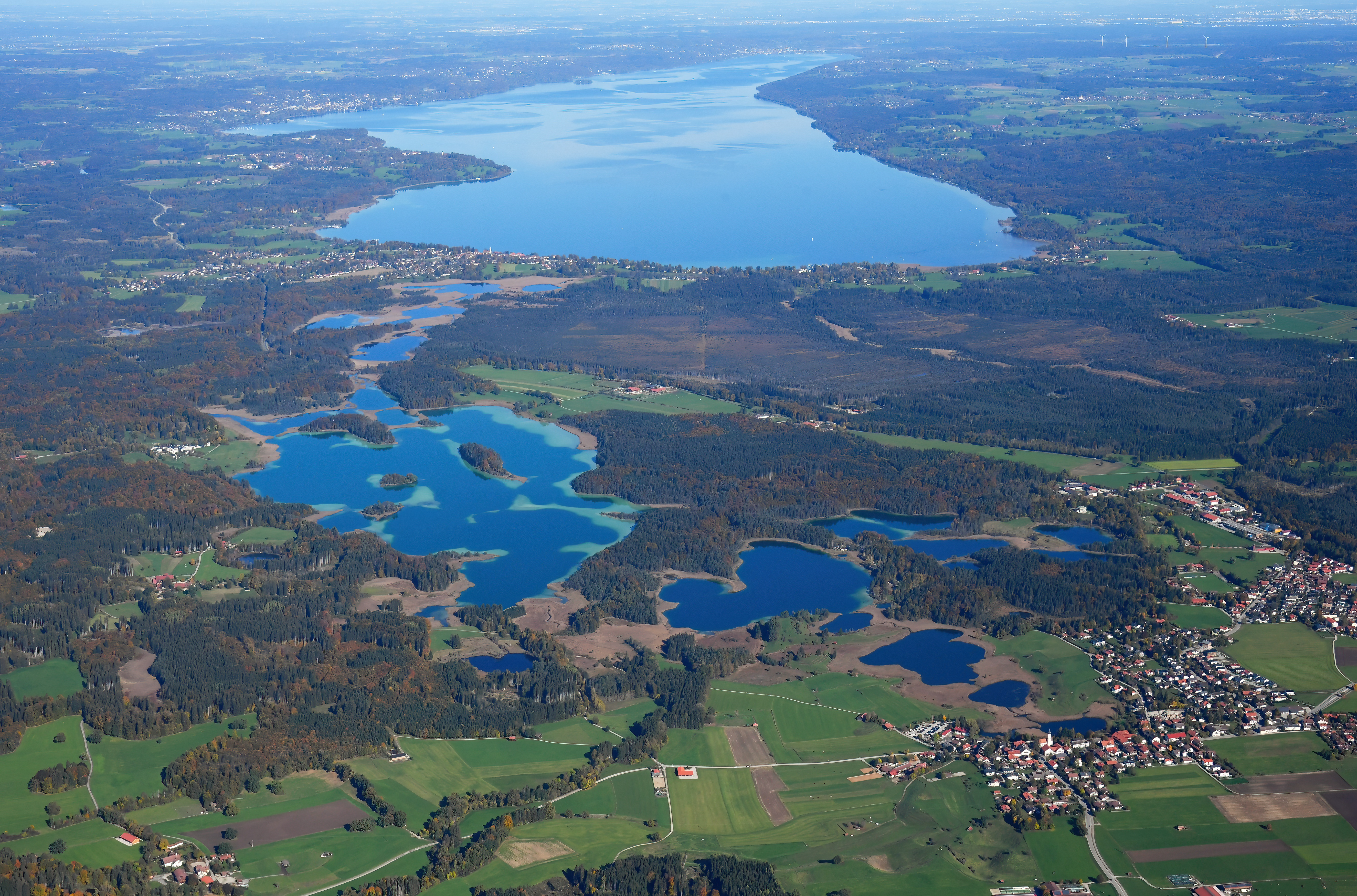
Osterseen
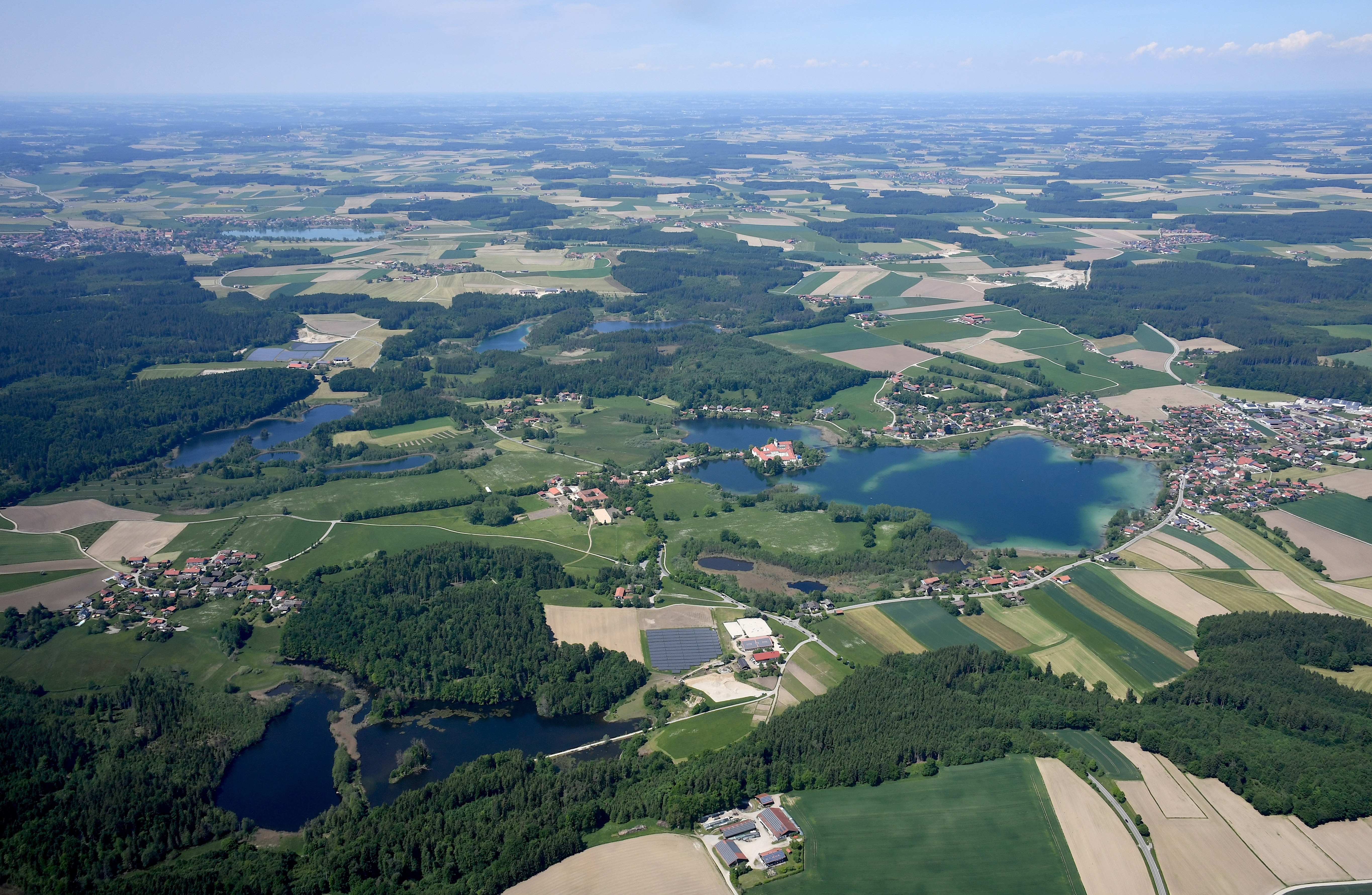
Seeoner Seen
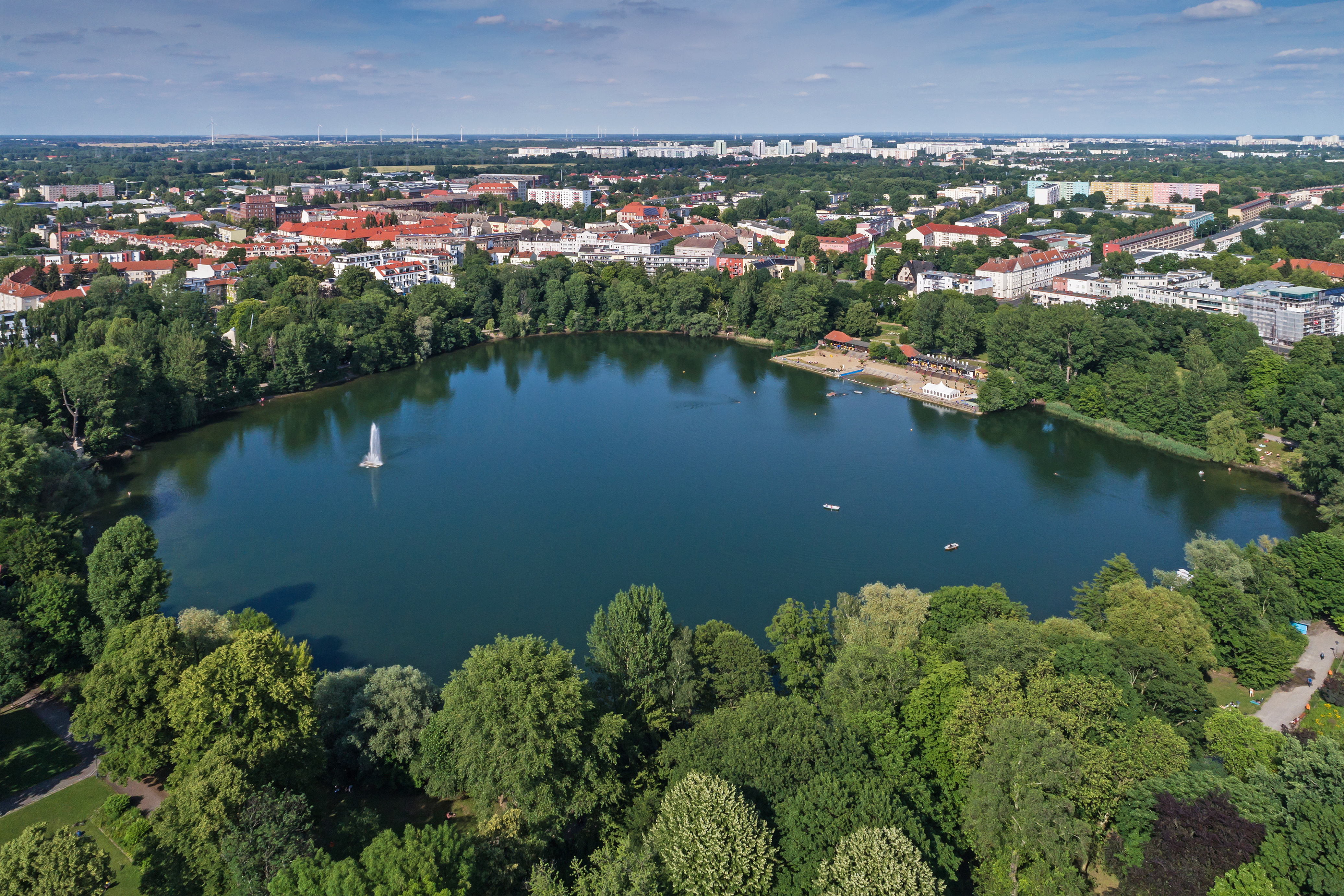
Weißer See
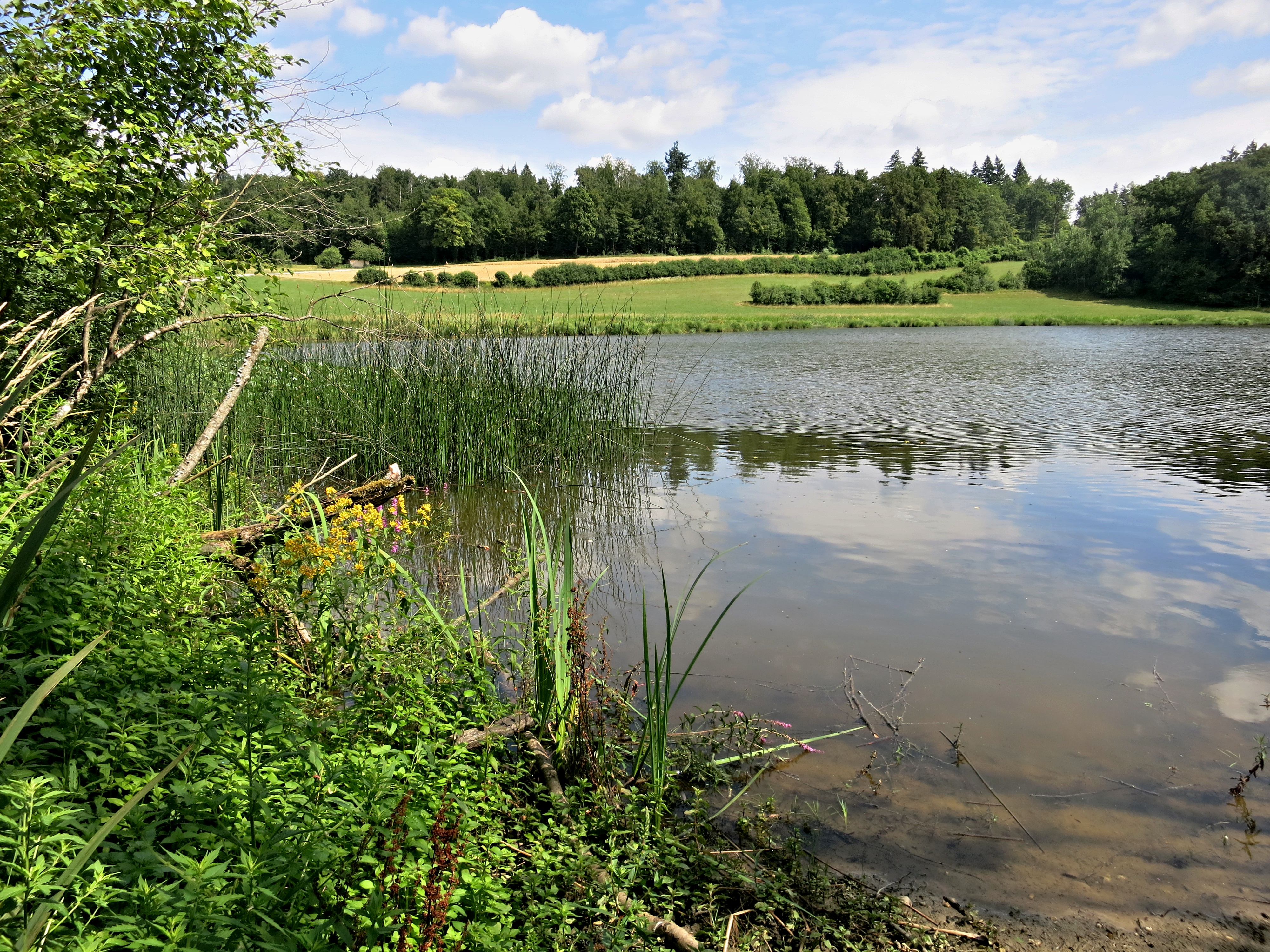
Morgetshofsee
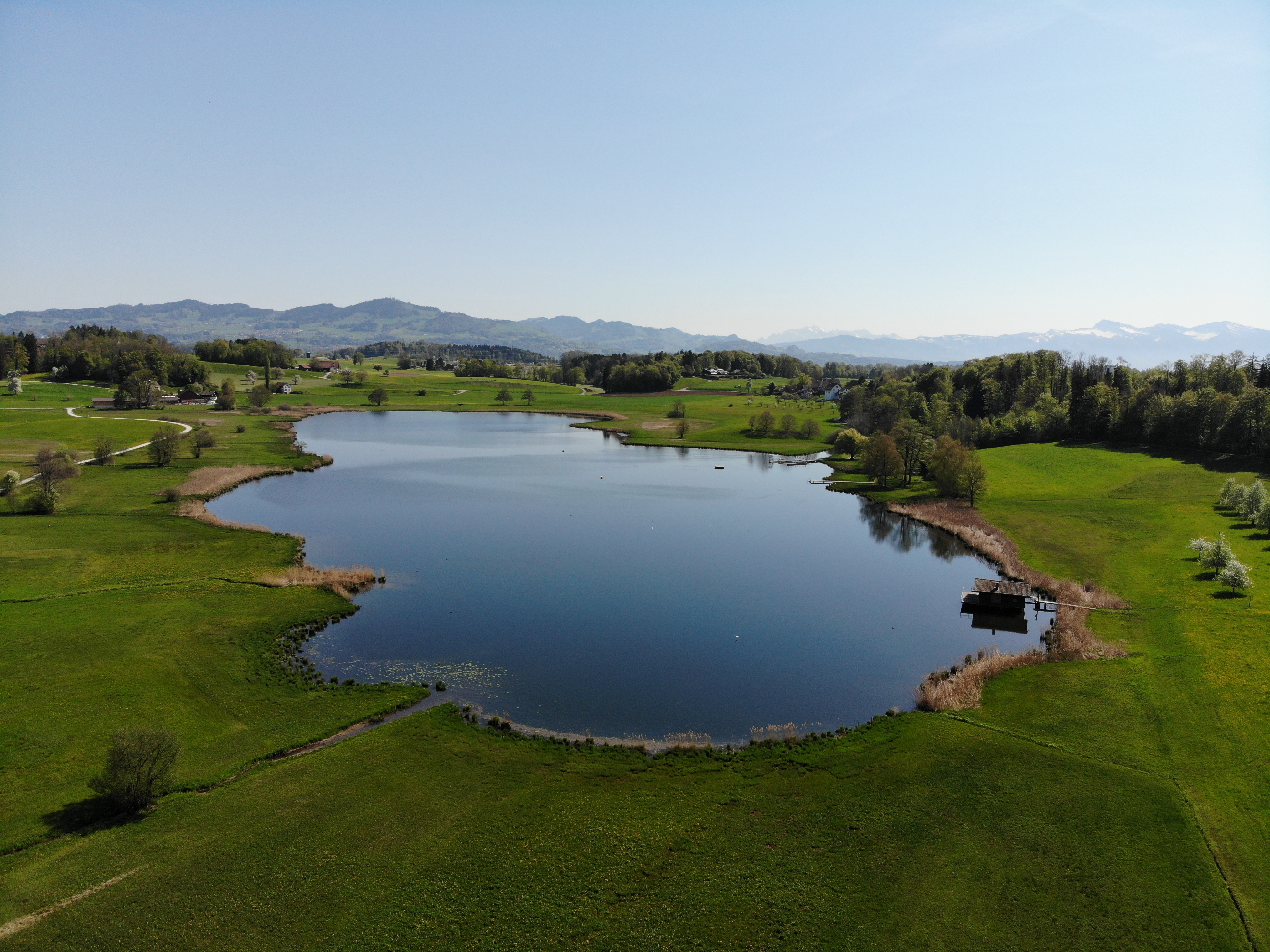
Lützelsee